# Thomas Baum (Politiker)

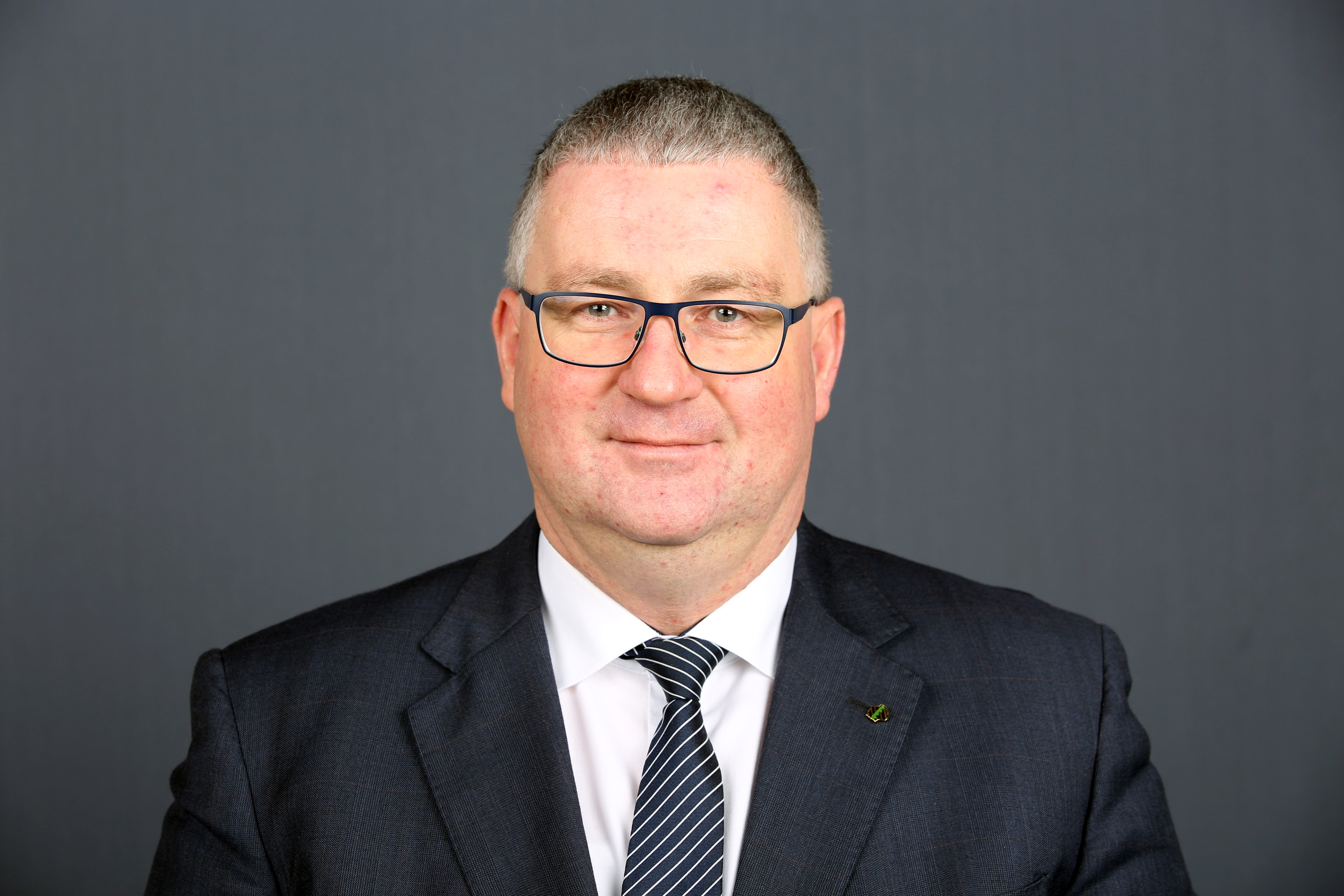
Thomas Baum (2016)

Thomas Baum (* 15. Dezember 1964 in Bad Muskau) ist ein deutscher Politiker (SPD) und ehemaliger Abgeordneter im Sächsischen Landtag.

## Beruf und Partei
Thomas Baum besuchte 1971 bis 1981 die Polytechnische Oberschule in Bad Muskau und absolvierte anschließend bis 1984 eine duale Ausbildung mit Abitur zum Baufacharbeiter. Nach dreijährigem Wehrdienst bei der NVA studierte er an der Universität Cottbus Bauingenieurwesen mit Abschluss 1991 als Diplomingenieur. Er war anschließend als Planungs- und Straßenbauingenieur eines Ingenieurbüros in Kassel tätig, für welches er ab 1998 als Prokurist und Niederlassungsleiter in Erfurt arbeitete. 2010 wechselte er in gleicher Funktion für ein anderes Büro nach Dresden.
Baum gehört der SPD seit 2001 an. Seit 2004 ist er Stadtrat in Bad Muskau, seit 2014 Kreisvorsitzender der SPD im Landkreis Görlitz.
Baum lebt in Bad Muskau.

## Wahlämter
Im Dezember 2014 rückte er für den ausgeschiedenen Abgeordneten Stefan Brangs in den Sächsischen Landtag nach. Dort war er Mitglied im Ausschuss für Wirtschaft, Arbeit und Verkehr und Mitglied im Petitionsausschuss. Bei der Landtagswahl in Sachsen 2019 holte Baum im Wahlkreis Görlitz 1 nur 8,0 % der Erststimmen und konnte auch über den Listenplatz 16 der SPD-Landesliste nicht erneut in den Landtag einziehen.
Thomas Baum ist Mitglied des Parlamentarischen Forums Mittel- und Osteuropa e.V., einer überparteilichen Vereinigung sächsischer Parlamentarier und Verantwortungsträger aus Wirtschaft und Gesellschaft, die eine Zusammenarbeit zwischen sächsischen sowie mittel- und osteuropäischen Akteuren aus Politik und Verwaltung fördert, mit dem Ziel, Wirtschaft, Wissenschaft, Kultur und gesellschaftliche Entwicklungen zu unterstützen.